# Temporada 1962-63 de los Chicago Zephyrs
La temporada 1962-63 fue la segunda de los Chicago Zephyrs en la NBA, y la única con esa denominación, abandonando el apodo de Packers de la temporada anterior. La temporada regular acabó con 25 victorias y 55 derrotas, ocupando el quinto y último puesto de la División Oeste, no logrando clasificarse para los playoffs.

## Elecciones en elDraft
| Ronda | Puesto | Jugador          | Posición | Nacionalidad   | Universidad     |
| ----- | ------ | ---------------- | -------- | -------------- | --------------- |
| 1     | 3      | Bill McGill      | Pívot    | Estados Unidos | Utah            |
| 2     | 18     | Terry Dischinger | Alero    | Estados Unidos | Purdue          |
| 3     | 17     | Don Nelson       | Alero    | Estados Unidos | Iowa            |
| 5     | 35     | Cornell Green    |          | Estados Unidos | Utah State      |
| 6     | 46     | Bill Hanson      | Alero    | Estados Unidos | Washington      |
| 11    | 87     | Jeff Slade       |          | Estados Unidos | Kenyon College* |
| 12    | 90     | Mel Nowell       | Base     | Estados Unidos | Ohio State      |

## Temporada regular
| División Oeste         | División Oeste | División Oeste | División Oeste | División Oeste | División Oeste | División Oeste | División Oeste | División Oeste |
| Equipo                 | G              | P              | %              | PD             | Casa           | Fuera          | Neutral        | Div            |
| ---------------------- | -------------- | -------------- | -------------- | -------------- | -------------- | -------------- | -------------- | -------------- |
| x-Los Angeles Lakers   | 53             | 27             | .663           | –              | 27–7           | 20–17          | 6–3            | 33–13          |
| x-St. Louis Hawks      | 48             | 32             | .600           | 5              | 30–7           | 13–18          | 5–7            | 29–17          |
| x-Detroit Pistons      | 34             | 46             | .425           | 19             | 14–16          | 8–19           | 12–11          | 19–27          |
| San Francisco Warriors | 31             | 49             | .388           | 22             | 13–20          | 11–25          | 7–4            | 18–28          |
| Chicago Zephyrs        | 25             | 55             | .313           | 28             | 17–17          | 3–23           | 5–15           | 13–27          |

## Estadísticas
| Rk | Jugador          | Edad | P  | PT | MP   | TC   | TCI  | %TC  | 3P | 3PI | %3P | 2P   | 2PI  | %2P  | TL  | TLI  | %TL  | RO | RD | RT   | AS  | RB | TAP | BP | FP  | PTS  |
| 1  | Walt Bellamy     | 23   | 80 |    | 41.3 | 10.5 | 19.9 | .527 |    |     |     | 10.5 | 19.9 | .527 | 6.9 | 10.3 | .674 |    |    | 16.4 | 2.9 |    |     |    | 3.5 | 27.9 |
| 2  | Terry Dischinger | 22   | 57 |    | 40.2 | 9.2  | 18.0 | .512 |    |     |     | 9.2  | 18.0 | .512 | 7.1 | 9.2  | .770 |    |    | 8.0  | 3.1 |    |     |    | 3.3 | 25.5 |
| 3  | Si Green         | 29   | 73 |    | 36.3 | 4.4  | 10.7 | .411 |    |     |     | 4.4  | 10.7 | .411 | 2.9 | 4.2  | .683 |    |    | 4.6  | 5.8 |    |     |    | 3.8 | 11.7 |
| 4  | W. Sauldsberry   | 28   | 54 |    | 30.8 | 5.6  | 14.7 | .384 |    |     |     | 5.6  | 14.7 | .384 | 1.6 | 2.4  | .685 |    |    | 6.8  | 1.2 |    |     |    | 3.2 | 12.9 |
| 5  | Barney Cable     | 27   | 19 |    | 28.5 | 3.5  | 8.6  | .402 |    |     |     | 3.5  | 8.6  | .402 | 1.1 | 1.7  | .636 |    |    | 5.7  | 2.2 |    |     |    | 2.6 | 8.1  |
| 6  | Slick Leonard    | 30   | 32 |    | 27.5 | 2.6  | 7.7  | .343 |    |     |     | 2.6  | 7.7  | .343 | 1.8 | 2.7  | .694 |    |    | 2.1  | 4.5 |    |     |    | 2.6 | 7.1  |
| 7  | Maury King       | 27   | 37 |    | 25.8 | 2.5  | 6.5  | .390 |    |     |     | 2.5  | 6.5  | .390 | 0.8 | 0.9  | .824 |    |    | 2.8  | 3.8 |    |     |    | 2.4 | 5.8  |
| 8  | Johnny Cox       | 26   | 73 |    | 23.1 | 3.3  | 7.8  | .421 |    |     |     | 3.3  | 7.8  | .421 | 1.3 | 1.8  | .704 |    |    | 3.8  | 1.9 |    |     |    | 2.0 | 7.8  |
| 9  | Charlie Hardnett | 24   | 78 |    | 21.2 | 3.9  | 8.8  | .441 |    |     |     | 3.9  | 8.8  | .441 | 2.9 | 4.5  | .645 |    |    | 7.7  | 0.9 |    |     |    | 2.9 | 10.6 |
| 10 | Nick Mantis      | 27   | 33 |    | 19.0 | 2.6  | 6.8  | .384 |    |     |     | 2.6  | 6.8  | .384 | 0.7 | 1.2  | .600 |    |    | 2.4  | 2.3 |    |     |    | 2.5 | 5.9  |
| 11 | Larry Staverman  | 26   | 33 |    | 18.2 | 2.8  | 5.9  | .485 |    |     |     | 2.8  | 5.9  | .485 | 1.5 | 1.9  | .790 |    |    | 4.8  | 1.3 |    |     |    | 2.8 | 7.2  |
| 12 | Don Nelson       | 22   | 62 |    | 17.3 | 2.1  | 4.7  | .440 |    |     |     | 2.1  | 4.7  | .440 | 2.6 | 3.6  | .729 |    |    | 4.5  | 1.2 |    |     |    | 2.2 | 6.8  |
| 13 | Ralph Wells      | 22   | 3  |    | 16.0 | 0.3  | 2.3  | .143 |    |     |     | 0.3  | 2.3  | .143 | 0.0 | 2.3  | .000 |    |    | 2.0  | 2.3 |    |     |    | 2.0 | 0.7  |
| 14 | Mel Nowell       | 23   | 39 |    | 15.1 | 2.4  | 6.1  | .388 |    |     |     | 2.4  | 6.1  | .388 | 1.2 | 1.7  | .727 |    |    | 1.7  | 2.2 |    |     |    | 2.2 | 5.9  |
| 15 | Bill McGill      | 23   | 60 |    | 9.8  | 3.0  | 5.9  | .513 |    |     |     | 3.0  | 5.9  | .513 | 1.3 | 2.0  | .672 |    |    | 2.7  | 0.6 |    |     |    | 2.0 | 7.4  |
| 16 | Al Ferrari       | 29   | 18 |    | 7.7  | 0.7  | 2.1  | .324 |    |     |     | 0.7  | 2.1  | .324 | 0.8 | 0.9  | .824 |    |    | 0.7  | 0.8 |    |     |    | 1.2 | 2.1  |
| 17 | Jeff Slade       | 21   | 3  |    | 6.7  | 0.7  | 1.7  | .400 |    |     |     | 0.7  | 1.7  | .400 | 0.0 | 0.3  | .000 |    |    | 2.3  | 0.0 |    |     |    | 1.0 | 1.3  |

## Galardones y récords
| Jugador          | Galardón                            |
| Terry Dischinger | Rookie del Año de la NBA            |
| Terry Dischinger | Mejor quinteto de rookies de la NBA |